# Seznam iranskih geografov
Seznam iranskih geografov.

## M
- Mostowfi Qazvini

## R
- Razi, Amin

## Z
- Zamakhshari